# Фомічова Клавдія Яківна
Клавдія Яківна Фомічова (25 грудня 1917 року, Москва, Російська Соціалістична Федеративна Радянська Республіка — 6 жовтня 1958 року, Москва, СРСР) — радянський бойовий льотчик, підполковник Радянської армії. Учасниця німецько-радянської війни; брала участь у повітряних боях на Кубані, Смоленській операції 1943 року, Білоруській наступальній операції «Багратіон», Прибалтійській операції. Після закінчення війни — льотчик-інструктор, згодом перейшла до викладацької діяльності. Герой Радянського Союзу (1945).

## Біографія

### Дитинство і юність
Народилася Клавдія Фомічова 25 грудня 1917 року у Москві багатодітній сім'ї. Через рік після народження Клавдії помер її батько, господарство залишилося на руках хворої матері. Сім'я Фомічових жила бідно.
У 1931 році після закінчення школи-семирічки Клавдія вступила на службу учнем рахівника і почала навчатися на вечірньому відділенні школи банківського учнівства. Цього ж року вона вступила до ВЛКСМ. Після закінчення навчання працювала в Московській обласній конторі Держбанку СРСР бухгалтером-контролером.
Фомічова захоплювалася спортом, вела активну громадську роботу, ходила в туристичні походи, брала участь у сходженні на вершину Ельбрус. 1936 року при Держбанку відкрилися курси планеристів. Клавдія швидко підготувалася, склала іспити з теоретичної частини та розпочала навчання на курсах. Через деякий час її серед кращих планеристок направили вчитися в аероклуб ТСОАВІАХІМу. В 1937 році вона успішно закінчила навчання.
Клавдія Фомічова також закінчила школу інструкторів і в 1938 отримала свою першу групу облітів у Реутівському аероклубі Московської області. За 3 роки її роботи як інструктора 65 її учнів успішно закінчили аероклуб і вступили до військових училищ льотчиків.

### Німецько-радянська війна
З1941 року у Робітничо-селянській Червоній армії. Проходила навчання на курсах військової підготовки льотчиків при Енгельській військово-авіаційній школі, закінчила їх у 1942.
Початок війни Клавдія Фомічова зустріла в аероклубі під Москвою. 22 червня 1941 року вона подала рапорт із проханням направити її на фронт. У вересні 1941 року Фомічову викликали до Центральної ради ТСОАВІАХІМу, де вона дізналася, що Герой Радянського Союзу Марина Раскова формує 3 жіночих авіаційні полки. Вирішила вступити в один із таких полків.
Незабаром Фомічова була направлена в жіночий винищувальний полк, де швидко освоїла польоти на літаку УТ-2 і готувалася до вильоту на бойовому винищувачі Як-1. Раскова, придивляючись до Клавдії, дійшла висновку, що дівчині краще проходити службу в бомбардувальному полку. Фомічова погодилася з доводами Раскової, і вже через деякий час була призначена на посаду командира ланки в ескадрилью капітана Тимофєєвої і однією з перших вилетіла літаком Пе-2.
У боях Другої світової з січня 1943 у складі 587-го бомбардувального авіаційного полку, пізніше перейменованого в 125-й гвардійський бомбардувальний авіаційний полк (4-ту гвардійську бомбардувальну авіаційну дивізію, 1-й гвардійський бомбардувальний авіаційний корпус першого формування, 26 грудня 1944 року його було перейменовано на 5-й гвардійський бомбардувальний авіаційний корпус, 3-ю Повітряну армію). Бойове хрещення прийняла на Донському фронті. У перші бойові вильоти дівчата літали у складі груп 124-го гвардійського бомбардувального авіаполку, очолюваних досвідченими льотчиками, але надалі вони діяли самостійно. Фомічова успішно водила довірену її ланку на бойові завдання.
З 24 квітня 1943 року Клавдія Фомічова — на Північно-Кавказькому фронті, з 10 липня 1943 — на Західному фронті. У ході серії повітряних боїв на Кубані ескадрилья успішно виконувала всі бойові завдання та не втратила жодного екіпажу. Група Тимофєєвої та Фомічової відзначилася, провівши успішний повітряний бій із вісімкою німецьких винищувачів. Цей повітряний бій Головнокомандувач ВПС А. А. Новіков поставив у приклад всій бомбардувальної авіації.
Як командир ескадрильї Фомічова брала участь під час Смоленської операції. 17 вересня 1943 року в ході бойового вильоту літак Фомічової був підбитий. Заходячи на посадку, літак, що потрапив стійками шасі у воронку від бомби, скапотував, стався вибух. Солдати, які перебували поблизу, кинулися до палаючого літака і з ризиком для життя витягли обгорілих членів екіпажу. Клавдія дістала важке поранення й опіки, проходила тривале лікування в госпіталі, але в січні 1944 року повернулася в полк.
З березня 1944 — на 3-му Білоруському фронті. 23 червня 1944 року розпочалася Білоруська наступальна операція «Багратіон». Цього дня Фомічова вела свою ескадрилью у складі колони бомбардувальників. У другому вильоті ескадрилья Фомічової мала завдати удару по одному з найважливіших опорних пунктів, що затримав наступ радянських військ. Клавдія та штурман ескадрильї Галина Джунковська напередодні добре вивчили цю мету під час нещодавнього розвідувального вильоту. Під час польоту прямим попаданням німецького снаряда був пробитий і підпалений лівий мотор літака, вбито стрільця-радиста, саму Фомічову поранено в ногу, але вона продовжувала вести літак прямою, чекаючи на той момент, коли Галина Джунковська скине бомби. Коли точного удару було завдано, Клавдія довела літак на радянську територію і разом із напарницею зістрибнули на парашуті. У Джунковської обгоріло обличчя, опіки 2-го ступеня отримала і сама Фомічова.
З 15 липня 1944 Фомічова воювала на 1-му Прибалтійському фронті.

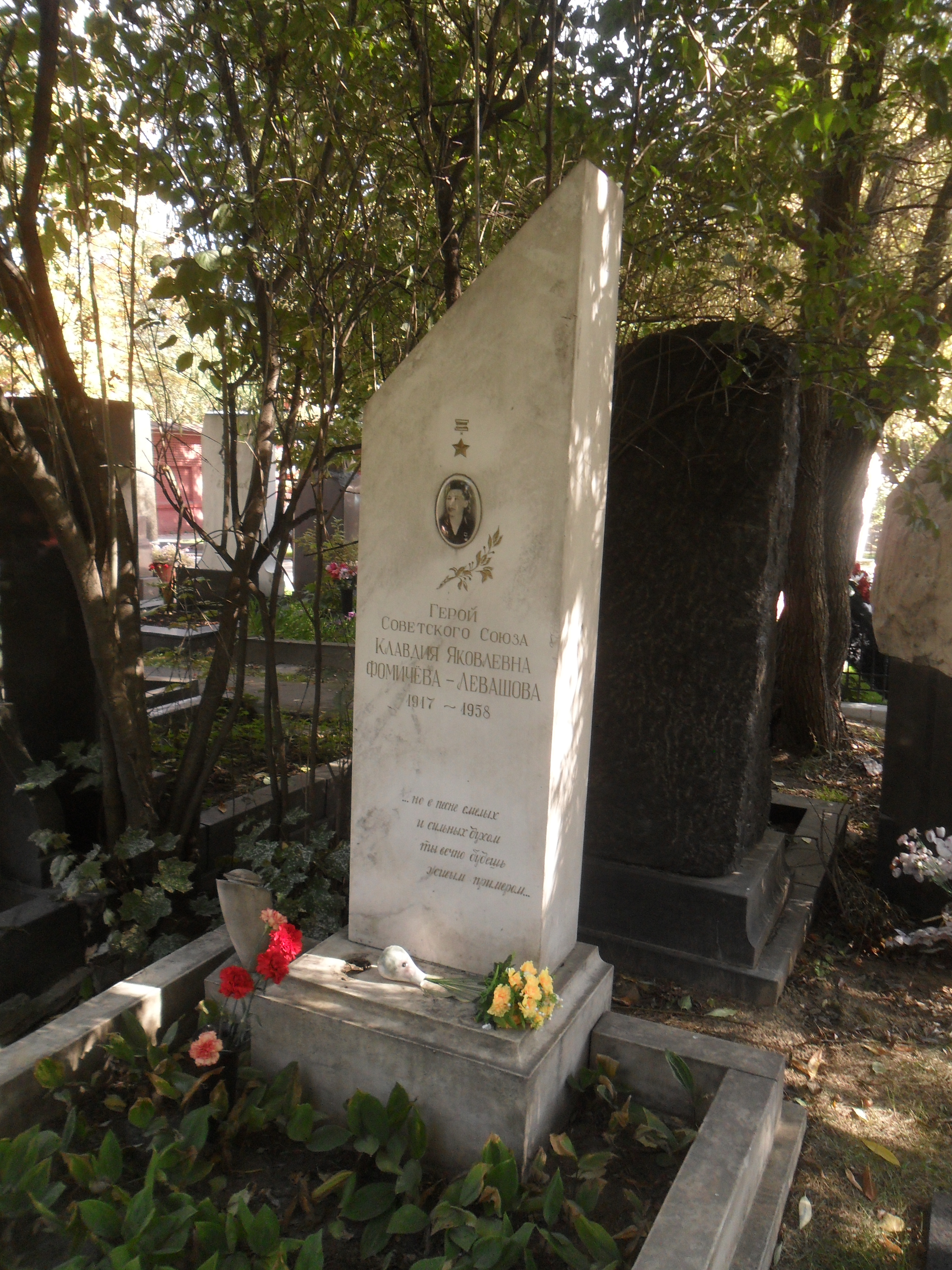
Могила Фомічової на Новодівичому кладовищі Москви

За даними на грудень 1944 року здійснила 55 бойових вильотів літаком Пе-2. Скинула 46 750 кг бомбового вантажу, у групі збила 11 німецьких літаків, її дії завдали значної шкоди противнику.
Указом Президії Верховної Ради СРСР від 18 серпня 1945 року за зразкове виконання бойових завдань командування та виявлені мужність та героїзм у боях з німецько-фашистськими загарбниками Фомічовій було присвоєно звання Героя Радянського Союзу.

### Після війни
Закінчення війни зустріла у званні Гвардії капітана. Учасниця Параду Перемоги 24 червня 1945.
Після війни була льотчиком-інструктором у Військово-повітряній академії, потім викладала в Борисоглібському військовому авіаційному училищі льотчиків (нині — Борисоглібський навчальний авіаційний центр підготовки льотного складу ім. В. П. Чкалова). У листопаді 1945 року у складі делегації Радянського Союзу брала участь в установчому конгресі Міжнародної демократичної федерації жінок у Парижі.
У 1955 році Фомічова пішла в запас у званні підполковника.

### Сім'я
Чоловік: гвардії полковник авіації Анатолій Васильович Левашев (6.11.1911 — 29.9.1983), у роки війни начальник штабу 124-го гвардійського бомбардувального авіаційного полку.
Жила у Москві, де й померла 6 жовтня 1958 року. Похована на Новодівичому цвинтарі.

## Нагороди
- Герой Радянського Союзу (Указ Президії Верховної Ради СРСР від 18 серпня 1945 року, орден Леніна та медаль «Золота Зірка» № 7929)[2];
- два ордени Червоного Прапора (5 вересня 1943[4], 28 червня 1944[4]);
- орден Червоної Зірки (4 травня 1943 року)[4];
- медалі СРСР, у тому числі:
  - медаль «За оборону Сталінграда» (22 грудня 1942, вручена 7 липня 1943)[4];
  - медаль «За оборону Кавказу» (вручена 18 травня 1945)[5];
  - медаль «За перемогу над Німеччиною у Великій Вітчизняній війні 1941—1945 рр.» (Вручена 20 червня 1945 року).[6]

## Пам'ять
- Іменем Фомічової названа вулиця в районі Північне Тушино СЗАТ міста Москви.[7] На будинку 1/13 цієї ж вулиці на згадку про неї встановлено пам'ятний знак[2] ; ще одна меморіальна дошка на згадку про льотчицю встановлена на будинку 2.[8] У будівлі ліцею № 1571, розташованому також на вулиці Фомічевій, знаходиться меморіальний музей, присвячений льотчиці.
- 8 травня 2010 року у місті Данкові Липецької області відбулося відкриття пам'ятника Героям. Меморіал являє собою 11 меморіальних дощок Героям Радянського Союзу та 2 меморіальні дошки повним кавалерам ордена Слави — уродженцям Данківського району. На одній із дощок висічено ім'я Фомічової.[9][10]

- На честь Фомічевої в Данкові також названо одну з міських вулиць.[2]

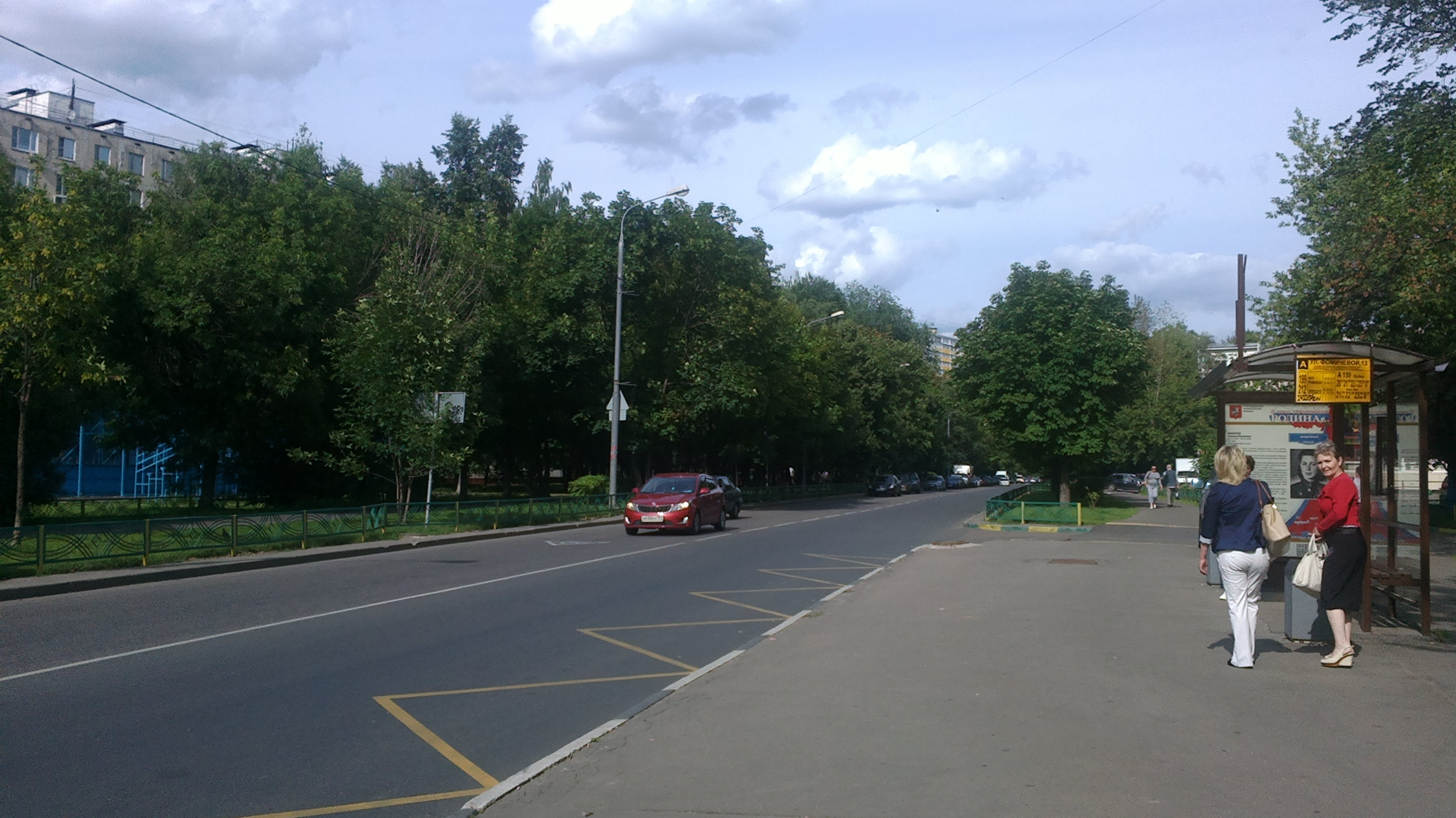
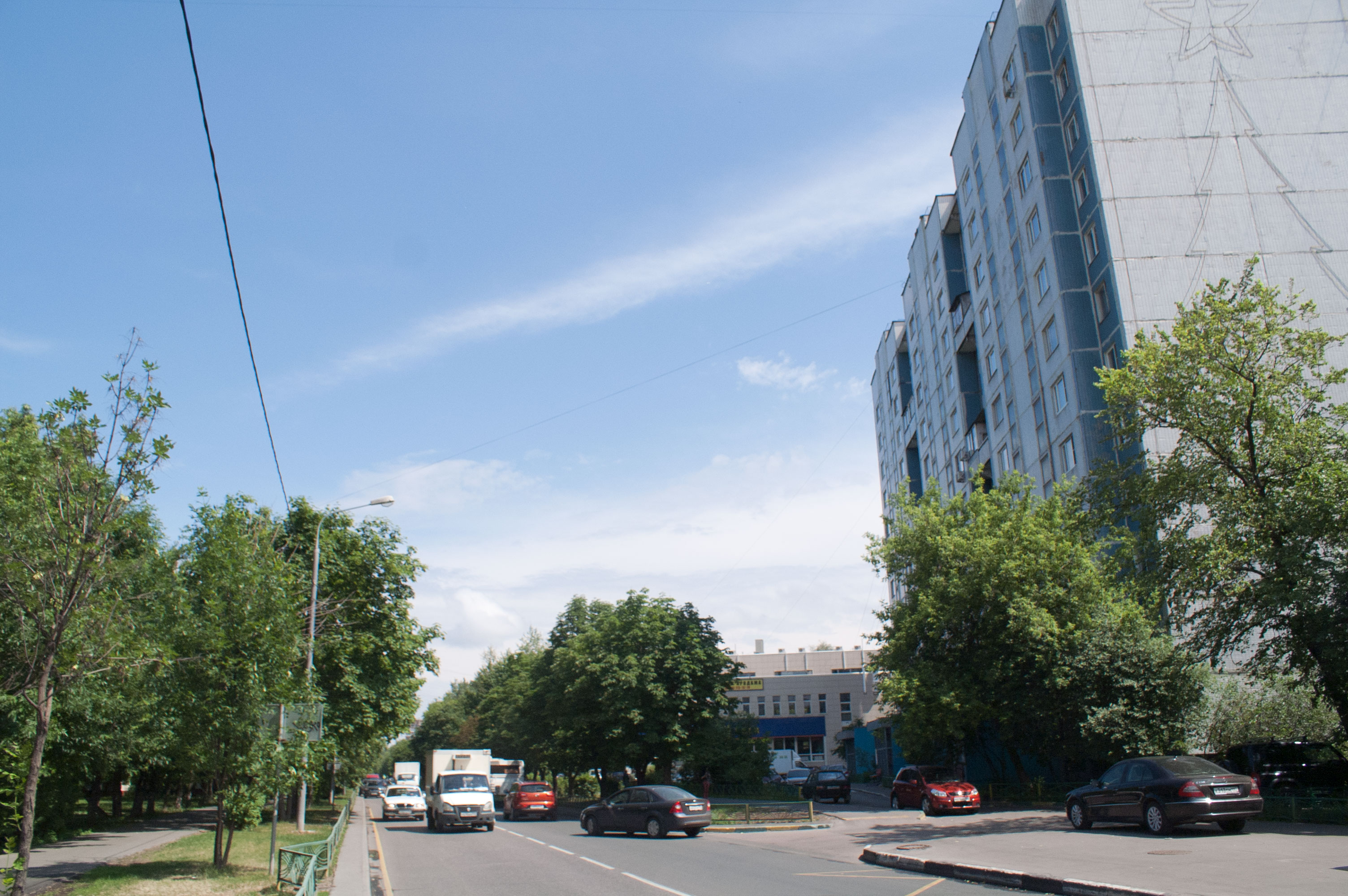